# Brachyelatus flavicornis
Brachyelatus flavicornis är en stekelart som beskrevs av Boucek 1988. Brachyelatus flavicornis ingår i släktet Brachyelatus och familjen gropglanssteklar. Inga underarter finns listade.